# Taijiang (Fuzhou)

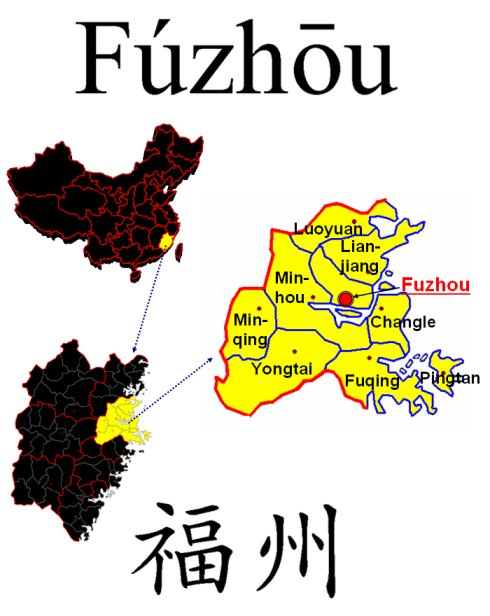
Gliederung der bezirksfreien Stadt Fuzhou

Taijiang (chinesisch 台江区, Pinyin Táijiāng Qū) ist ein chinesischer Stadtbezirk der bezirksfreien Stadt Fuzhou in der Provinz Fujian. Er hat eine Fläche von 15,12 km² und zählt 411.819 Einwohner (Stand: 2020).

## Administrative Gliederung
Auf Gemeindeebene setzt sich der Stadtbezirk aus zehn Straßenvierteln zusammen. 